# Albert Cossery
Albert Cossery, né le 3 novembre 1913 au Caire en Égypte et mort le 22 juin 2008 à Paris 6e, est un écrivain franco-égyptien de langue française.
Tous ses récits se déroulent dans son Égypte natale ou dans un pays imaginaire du Proche-Orient, bien qu'il ait vécu la plus grande partie de sa vie à Paris. Surnommé le « Voltaire du Nil » pour son ironie à l'égard des puissants, il a rendu hommage aux humbles et aux inadaptés de son enfance cairote et fait l'éloge d'une forme de paresse et de simplicité très éloignées des canons de la société contemporaine occidentale.
Albert Cossery était une figure de Saint-Germain-des-Prés où il résidait dans la même chambre de l'hôtel La Louisiane depuis 1945.
| Image externe |                           |
|               | Portrait d'Albert Cossery |

## Biographie
Albert Cossery naît le 3 novembre 1913 au Caire (Khédivat d'Égypte), dans le quartier de Fagallah, au sein d'une famille de petits propriétaires terriens de la région de Damiette. En 1998, il confie à Abdallah Naaman : « Nous sommes des Chawâms d'Égypte. Mon père est un grec orthodoxe originaire de la bourgade d'al-Qusayr, près de Homs, en Syrie. Arrivé au Caire à la fin du XIXe siècle, il a simplifié la prononciation, d'où le patronyme que la famille a adopté : Cossery ».

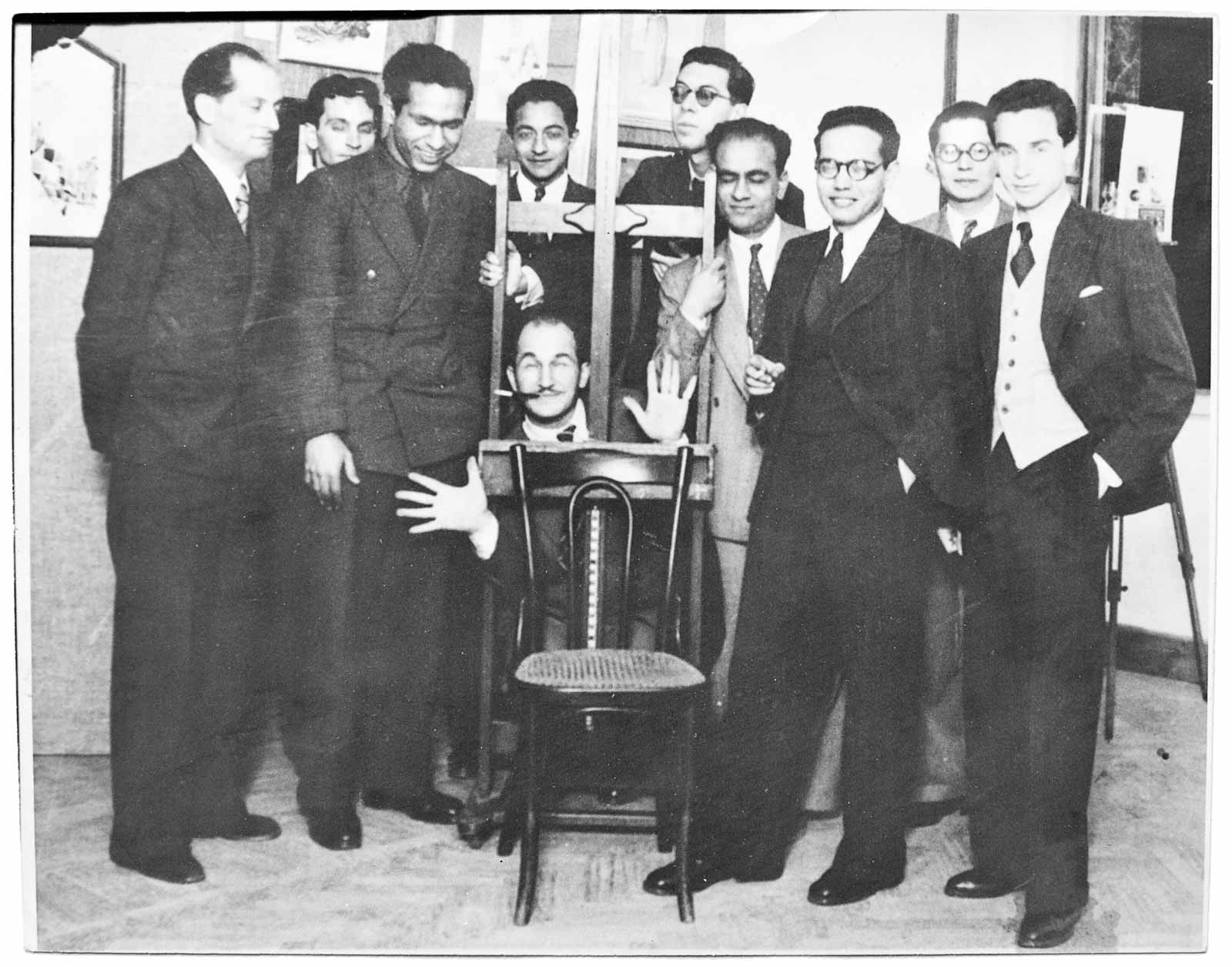
Albert Cossery (2e à gauche) avec le groupe surréaliste « Art et Liberté » au Caire en 1941.

Comme c'est alors l'usage dans les familles aisées, il est inscrit très tôt dans une école chrétienne, le Collège des Frères de la Salle à Daher, puis, en 1926, il entre au lycée français du Caire de Bab El Louk. Dès l'âge de dix ans, passionné de littérature française, il commence à écrire romans et poèmes. À partir de 1938, au Caire, il fréquente le groupe Art et Liberté fondé sous l'impulsion de Georges Henein, un collectif d'inspiration surréaliste s'affichant radicalement contre la condamnation de l'art moderne par le régime nazi. La rencontre de Henry Miller lors d'un voyage aux États-Unis aide Cossery à publier son premier ouvrage en 1941, Les Hommes oubliés de Dieu.
En 1945, il s'installe à Paris, tout d'abord à Montmartre puis, quelques années plus tard, dans un hôtel de Saint-Germain-des-Prés à l'intersection de la rue de Seine et de la rue de Buci, le mythique hôtel La Louisiane (chambre 58, puis la 77 depuis 2002) où l'ont précédé Jean-Paul Sartre et Simone de Beauvoir, tout le microcosme artistique et intellectuel de l'époque ainsi que de nombreux jazzmen qui y louaient des chambres au mois, voire à l'année. Il se lie d'amitié avec Albert Camus, Alberto Giacometti, Louis Guilloux, Jean Genet, Mouloudji, Juliette Gréco, Georges Moustaki, Raymond Queneau.
Il a été marié quelques années avec la comédienne Monique Chaumette.
Jusqu'à sa mort en 2008, il vit dans cette petite chambre d'où il sort chaque jour à 14h30, habillé comme un prince, costumes le plus souvent ocres, jaunes, chemises, cravates et pochette assorties. Il se promène dans les rues de son quartier de prédilection, au Café de Flore, chez Lipp, sur la place Saint-Sulpice, au jardin du Luxembourg, comme en témoigne Yves Simon.
Souvent, l'après-midi, il se rend au Chai de l'Abbaye, célèbre brasserie de la rue de Buci, d'où il peut observer durant des heures le spectacle de la vie parisienne. Il considère l'écrivain comme « celui qui va au marché, qui regarde partout, qui ne vend rien, qui n'achète rien et s'en va en emportant tout ».

« Sa silhouette mince et élégante est devenue une figure aimée et respectée de ce quartier. À 92 ans, il continue à sortir tous les jours pour prendre un café à une terrasse d’où il peut observer les passants. Il sourit, plaisante des yeux et des mains puisque, à la suite d’une opération, la parole lui est très difficile et qu’il faut lire sur ses lèvres les mots que sa gorge refuse parfois de laisser passer. »

— Aliette Armel, Le Magazine littéraire, 24 juin 2008
Albert Cossery a traversé la vie avec l'ironie et le détachement d'un dandy, laissant sept romans, un recueil de nouvelles et un autre de poésie. Tous ses récits (il n'aimait pas qu'on les appelle « romans ») se déroulent dans son Égypte natale ou dans un pays imaginaire du Proche-Orient, bien qu'il ait vécu à Paris dès l'âge de trente-deux ans. Ils ont souvent pour cadre les bas-fonds du Caire, au milieu des fous, des poètes, et des mendiants, quartiers qui lui rappellent son enfance. Ses personnages – voleurs, prostituées ou balayeurs de rues à l'ironie mordante – rejettent la réalité des hommes et des tyrans, comme dans Mendiants et Orgueilleux.
Albert Cossery vise à ce que chaque phrase soit, selon ses propres termes, « la goutte d’ammoniaque qui tire les gens de leur torpeur. Elle provoquera une rupture qui sapera les fondements de cette fausse cohésion imposée par les mécanismes d’une société close, stéréotypée, qu’elle soit régie par le système capitaliste ou tout autre système économique ».

« Les titres de ses livres annonçaient déjà un monde magique et tragique, avec ce mélange d'humour dans le récit d'existences de misère et de cruauté dans le jugement sur les puissants, Les Hommes oubliés de Dieu, La Maison de la mort certaine, Les Fainéants dans la vallée fertile, Mendiants et Orgueilleux, Un complot de saltimbanques, Les Couleurs de l'infamie. »

— Pierre Assouline, M. Cossery a quitté son hôtel, la République des Livres (blog Le Monde), 23 juin 2008
Henry Miller dira de lui : « Parmi les écrivains vivants de ma connaissance, aucun ne décrit de manière plus poignante ni plus implacable l’existence des masses humaines englouties ».
L'auteur est animé d'un amour véritable pour ses personnages souvent hauts en couleur et s'il manie volontiers l'ironie et si la bouffonnerie des petits chefs fats et stupides est soulignée, il ne tombe jamais dans le cynisme, conférant à son style une grâce dynamique et humoristique.
À la question : « Pourquoi écrivez-vous ? », Albert Cossery répond : « Pour que quelqu'un qui vient de me lire n'aille pas travailler le lendemain ». Philosophe du dénuement et de la paresse érigés en art de vivre, il s'évertua toute sa vie à donner l’impression de ne rien faire : « Regardez ces mains, elles n'ont pas travaillé depuis deux mille ans » confie-t-il au  Monde peu avant sa disparition en 2008. « La vraie richesse, c’est de pouvoir vivre sans travailler : en France, je me sens beaucoup plus riche que les autres puisque j’ai gardé cette manière orientale d’envisager l’existence, sans travailler. [...] Ne rien faire, c’est un travail intérieur. L’oisiveté est indispensable à la réflexion. Et je suis toujours beaucoup sorti de ma chambre : pour moi, c’est essentiel de pouvoir se lever et d’aller dans la rue pour observer le spectacle du monde ».
Ses amis et ses livres pourvoient à ses besoins : « Pas besoin de plus. Quand on a de quoi vivre, on ne travaille pas. Je ne possède rien. Je suis libre ». Dans sa chambre de l'Hôtel La Louisiane, ni bibelots ni souvenirs : il ne possède que ses vêtements : « Pour attester ma présence sur terre, je n'ai pas besoin d'une belle voiture », ironisait-il.
« Je peux passer six mois sans rien écrire, à penser à une phrase; appelez ça de la paresse, si vous voulez. Pour moi, c'est de la réflexion ». Méditer. Observer. Réfléchir. Prendre l'air, prendre le temps et reprendre ses phrases : « J'y retourne vingt fois, disait-il. Il faut prendre le temps. Si je n'ai rien à dire, alors je n'écris pas ».

« Dans ses livres, Albert Cossery exalte la vie en Orient comme il la mène à Paris : il faut rire et jouir de l’existence, se libérer de toute forme de possession ou d’aliénation. [...] Albert Cossery est un écrivain rare : il n’a pas publié plus d’un roman par décennie. Chacun de ses livres est un joyau célébrant en français le mode de vie oriental, l’Égypte des pauvres qui cultivent, avec beaucoup d’humour, une certaine forme de sagesse, celle qu’il pratique lui-même dans le Paris de Saint-Germain-des-Prés. »

— Aliette Armel, Le Magazine littéraire, 24 juin 2008
« Je me suis un peu inspiré de ma famille. Mon père ne travaillait pas, ouvrait l'œil à midi. Moi-même, sauf pour l'école, je ne me suis jamais levé aux aurores... ». Cette vie, il l'évoque dans Les Fainéants dans la vallée fertile : autobiographique, ce récit à la fois comique et tragique met en scène une famille aisée dont aucun des membres ne travaille et qui passe l'essentiel de son temps à dormir. En effet, élevé dans une famille où personne ne travaille (son père est rentier et de sa mère, on sait juste qu'elle est illettrée, ), Albert Cossery n'a lui-même pratiquement jamais travaillé : « Mon père et mon grand-père n'ont jamais travaillé. Ils n'étaient pas riches, mais les terres qu'ils possédaient nous permettaient de vivre bien. En cas de problème, ma mère vendait un bijou ».
L'œuvre d'Albert Cossery a également inspiré de nombreux artistes (écrivains, chansonniers, danseurs et chorégraphes, photographes, metteurs en scènes…), ainsi que des étudiants et chercheurs (huit thèses et mémoires soutenus en France). Deux de ses romans (Les Couleurs de l'infamie et Mendiants et Orgueilleux) ont fait l'objet d'une adaptation en bande dessinée sous le pinceau de Golo. Mendiants et Orgueilleux a été adapté deux fois au cinéma, ainsi que La Violence et la Dérision et Les Fainéants dans la vallée fertile par le cinéaste grec Nikos Panayotopoulos.

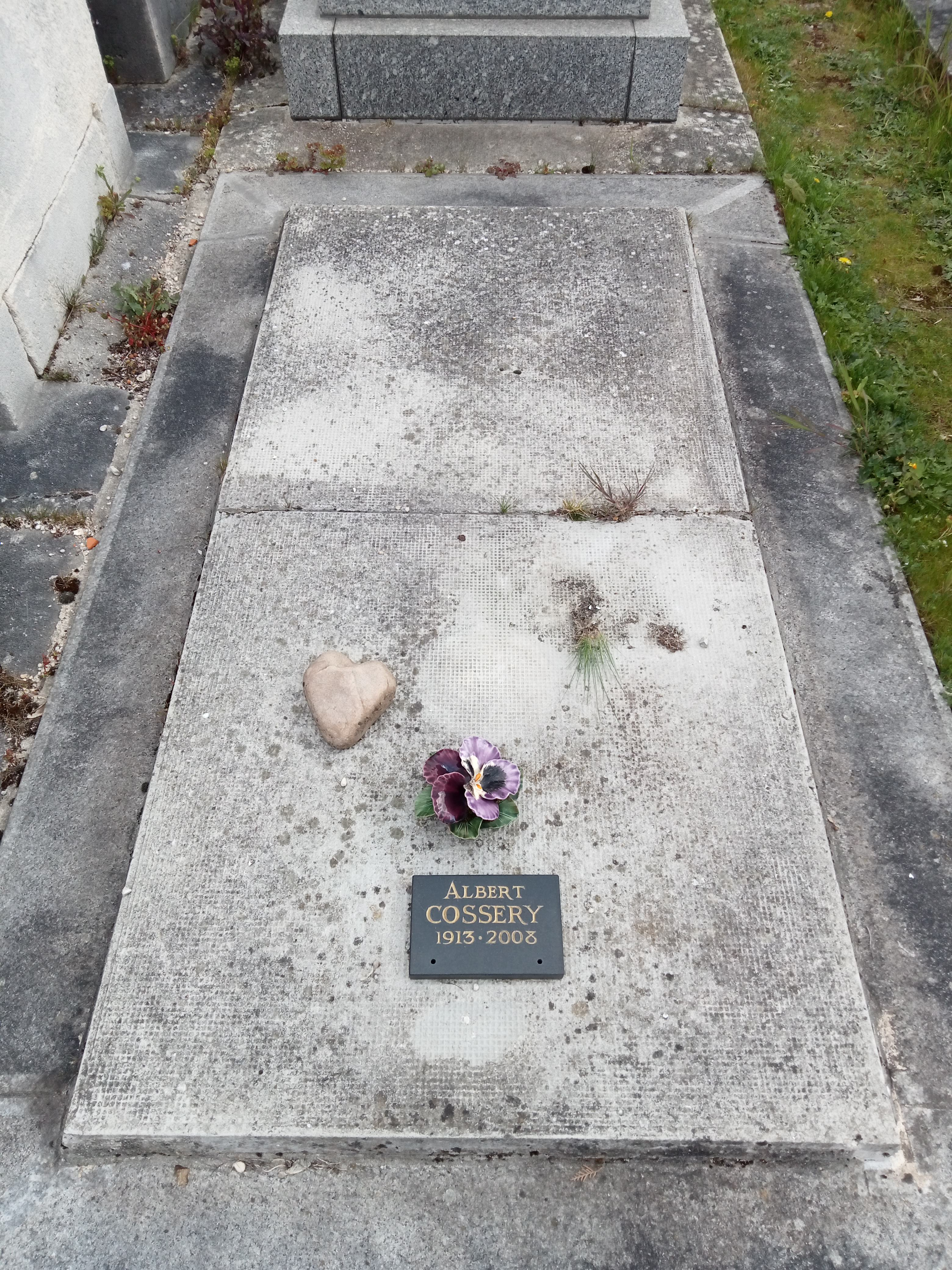
Tombe d'Albert Cossery au cimetière du Montparnasse à Paris en 2021.

Albert Cossery s'est éteint à l'âge de 94 ans le 22 juin 2008 à Paris, dans sa chambre de l'hôtel La Louisiane où il résidait depuis plus de soixante ans. Quelques jours avant son décès, il continuait à fréquenter ses habituels Café de Flore et des Deux Magots et travaillait à Une époque de fils de chiens, un roman resté inachevé. Il repose depuis le 2 juillet 2008 au cimetière du Montparnasse, dans la 13e division, non loin du philosophe Emil Cioran.
Il disait écrire « pour que quelqu'un qui vient de me lire n'aille pas travailler le lendemain » et sa devise était : « Une ligne par jour », parce qu'elle devait être porteuse d' « une densité qui percute et assassine à chaque nouveau mot ».

### Œuvre personnelle

#### Poésie
- 1931 : Les Morsures, Imprimerie G. Karouth & Cie, Le Caire, 1931, 56 pages, épuisé[29].

#### Romans et nouvelles
- 1936 : Un homme supérieur (nouvelle) dans le numéro de Noël 1936 de La Semaine égyptienne[30].
- 1941 : Les Hommes oubliés de Dieu (nouvelles), La Semaine égyptienne au Caire puis éditions Charlot, Paris ; rééd. Joëlle Losfeld, collection Arcanes, 2000.
- 1944 : La Maison de la mort certaine (roman), éditions Masses, Le Caire ; rééd. Charlot, Alger, 1947 ; rééd. Joëlle Losfeld, collection Arcanes, 1999.
- 1948 : Les Fainéants dans la vallée fertile (roman), éditions Domat, rééd. Joëlle Losfeld, collection Arcanes, 1999.
- 1955 : Mendiants et Orgueilleux (roman), Julliard, rééd. Joëlle Losfeld, collection Arcanes, 1999; adapté en bande dessinée par Golo et publié par Casterman en 1991.
- 1964 : La Violence et la Dérision (roman), Julliard, rééd. Joëlle Losfeld, 1993 ; rééd. Joëlle Losfeld, collection Arcanes, 2000.
- 1975 : Un complot de saltimbanques (roman), Robert-Laffont, rééd. Jean-Cyrille Godefroy, 1981 ; rééd. Joëlle Losfeld, 1993 ; rééd. Joëlle Losfeld, collection Arcanes, 1999.
- 1984 : Une ambition dans le désert (roman), Gallimard ; rééd. Joëlle Losfeld, collection Arcanes, 2000.
- 1999 : Les Couleurs de l'infamie (roman), Joëlle Losfeld  (ISBN 978-2-844-12028-1) ; rééd. Joëlle Losfeld, collection Arcanes, 2000 ; adapté en bande dessinée par Golo et publié par Dargaud en 2003.
- 2005 : Œuvres complètes 1 (Mendiants et Orgueilleux - Les Hommes oubliés de Dieu - La Maison de la mort certaine - Un complot de saltimbanques), Joëlle Losfeld, 2005, 608 pages  (ISBN 9782070789900)
- 2005 : Œuvres complètes 2 (Les Fainéants dans la vallée fertile - La Violence et la Dérision - Une ambition dans le désert - Les Couleurs de l'infamie), Joëlle Losfeld, 2005, 624 pages  (ISBN 9782070789917)

Albert Cossery a également laissé quelques pages d'un roman inachevé, Une époque de fils de chiens, qui a été publié en 2009 par Télérama et ajouté dans l'édition augmentée et enrichie de Mendiants et Orgueilleux parue en 2013 chez Joëlle Losfeld.

#### Théâtre
- 2004 : Les Fainéants dans la vallée fertile, comédie en trois actes, Joëlle Losfeld/Gallimard, 2004  (ISBN 978-2-07-078910-8).

#### Préfaces
- Nikolai Vasil'evitch Gogol : Les Aventures de Tchitchikov ou les Âmes mortes (1959)
- Galerie Lahumière : Exposition Gérard Tisserand (1964). Les Noces de Bagnolet

#### Scénarios cinématographiques
- Jacques Poitrenaud : Ce sacré grand-père, France, 1968
- Michel Mitrani : Les Guichets du Louvre, France, 1974

### Monographies
- Claude Schmitt, Dossier Albert Cossery, Matulu, no 28, 1973
- Dossier Albert Cossery in Les Cahiers de Chabramant no 3-4, éditions de la rue Champollion, Le Caire, 1986
- Michel Mitrani, Conversation avec Albert Cossery, éditions Joëlle Losfeld, Paris, 1995
- Raymond Espinose, Albert Cossery, philosophe, Éditions interuniversitaires, Paris, 1997, 74 p.
- L'Égypte de Cossery, photographies de Sophie Leys, éditions Joëlle Losfeld, Paris, 2001
- Frédéric Beigbeder, « Conversation muette avec Albert Cossery », Bordel, no 3, éditions Flammarion, Paris, 2004
- Nicola Hahn et Safi Khatib, Albert Cossery : beaucoup… passionnément… à la folie !, Paris, Dossier documentaire de l'Institut du monde arabe, 2006, 426 p.
- Raymond Espinose, Albert Cossery, une éthique de la dérision, éditions Orizons, Paris, 2008  (ISBN 978-2-296-07310-4)
- Yassin Temlali, Albert Cossery, de l'usage révolutionnaire de la dérision, Babelmed, 25 juin 2008
- David L. Parris, Albert Cossery, montreur d’hommes. L’œuvre en langue française d’un auteur égyptien, éditions Peter Lang, Berne, Suisse, 2008, 164 p.
- Jean-Pierre Brèthes, D'un auteur l'autre, éditions de L'Harmattan, 2009, « Le montreur d'hommes », pp. 13-23  (ISBN 978-2296101371)
- Leïla Bouzenada, « Cossery, Albert » dans Dictionnaire des écrivains francophones classiques : Afrique subsaharienne, Caraïbe, Maghreb, Machrek, Océan Indien (collectif), dir. Christiane Chaulet Achour avec la collaboration de Corinne Blanchaud, éditions H. Champion, Paris, 2010, pp. 115-118  (ISBN 978-2-7453-2126-8)
- Abdallah Naaman, Histoire des Orientaux de France du Ier au XXe siècle, Ellipses, 2003 ; deuxième édition enrichie, 2019
- Frédéric Andrau, Monsieur Albert Cossery, une vie, éditions de Corlevour, Clichy, 2013
- Rodolphe Christin, Le Désert des ambitions : avec Albert Cossery, L'Échappée, 2017
- Michel Hastings, "Albert Cossery, une éthique de la défection", Littérature, n°207, septembre 2022, p.5-18.

## Adaptations théâtrales
- Les Fainéants dans la vallée fertile : petit divertissement en quatorze scènes, adaptation de Jean-Jacques Silvio Brugevin in Les Cahiers de Chabramant, no 3-4, été 1986.
- Les affamés ne rêvent que de pain, extrait des Hommes oubliés de Dieu : coproduction Égypte/Suisse (Pro Helvetia), 2001, 75 min, adaptation en arabe dialectal ; adaptation et mise en scène : Michel Faure, présenté du 21 au 30 avril 2001 au Caire.

## Adaptations cinématographiques
- Jacques Poitrenaud : Mendiant et Orgueilleux, France, 1972
- Nikos Panayotopoulos : I tembelides tis eforis kiladas (Les Fainéants de la vallée fertile), Grèce, 1978
- Samy Pavel : La Maison de la mémoire (d'après La Maison de la mort certaine de Cossery et L'avenir est un crime du passé d'Amine Rahal), Belgique/Égypte, 1983
- Asmaa El-Bakri : Mendiants et Orgueilleux, Égypte, 1991
- Asmaa El-Bakri : La Violence et la Dérision, Égypte, 2004

## Vidéographie
- Albert Cossery interviewé par Pierre-Pascal Rossi, Radio Télévision Suisse (RTS), 30 mai 1991, 20 min Une vidéo au cours de laquelle le journaliste Pierre-Pascal Rossi, alors responsable de l'émission littéraire Hôtel pour la Télévision suisse romande, se promène au Caire et à Saint-Germain-des-Prés en compagnie de Cossery, drôle et incisif, qui offre ici une de ses rares apparitions télévisées.
- Albert Cossery et la paresse, vidéo INA, 1er janvier 1994 Pour Cossery, la paresse est le temps de la réflexion (interview de Michel Mitrani).
- Albert Cossery et les femmes, vidéo INA, 1er janvier 1994 Albert Cossery estime que les femmes qu'il aime « le fatiguent » (interview de Michel Mitrani).
- L'intégrale : Albert Cossery, vidéo INA, 23 octobre 2000, émission Un livre, un jour Olivier Barrot présente l'œuvre intégrale de Cossery en se promenant dans les rues du Caire.
- Albert Cossery - entre la violence et la dérision, Michel Mitrani et Jean Labib, France (INA/CNC), 1994
- Une vie dans la journée d'Albert Cossery, de Sophie Leys (Groupe de recherches et d'essais cinématographiques). En une journée, on voit défiler la vie d'Albert Cossery, cette journée étant ponctuée d'entretiens avec quelques célébrités : Michel Piccoli, Frédéric Beigbeder, Joëlle Losfeld, Georges Moustaki...

## Émission radiophonique
- « Albert Cossery, écrivain égyptien », émission Mémoires du siècle, France Culture, 14 août 1986 Eglal Errera, auteure née à Alexandrie (Égypte), s'entretient pendant près d'une heure avec Cossery à travers le récit de ses souvenirs.

## Prix et distinctions
- 1965 : Grand prix du roman de la Société des gens de lettres (SGDL) pour La Violence et la Dérision[32].
- 1990 : Grand prix de la francophonie pour l’ensemble de son œuvre.
- 1995 : Officier dans l'Ordre des Arts et des Lettres, nommé par Jacques Toubon, ministre de la culture et de la francophonie, à l'occasion du Salon du livre de Paris.
- 1995 : Grand Prix littéraire d'Antibes–Juan-les-Pins/Jacques Audiberti pour l'ensemble de son œuvre.
- 2000 : Prix Méditerranée pour Les Couleurs de l'infamie.
- 2005 : Grand prix Poncetton de la Société des gens de lettres (SGDL) pour l'ensemble de son œuvre, à l'occasion de la parution de ses Œuvres complètes.
- 2008 : Chevalier de l'ordre de la Légion d'honneur, nommé par décret du 30 janvier du Président de la République[33] ; il a refusé par principe[34].